# Chaps

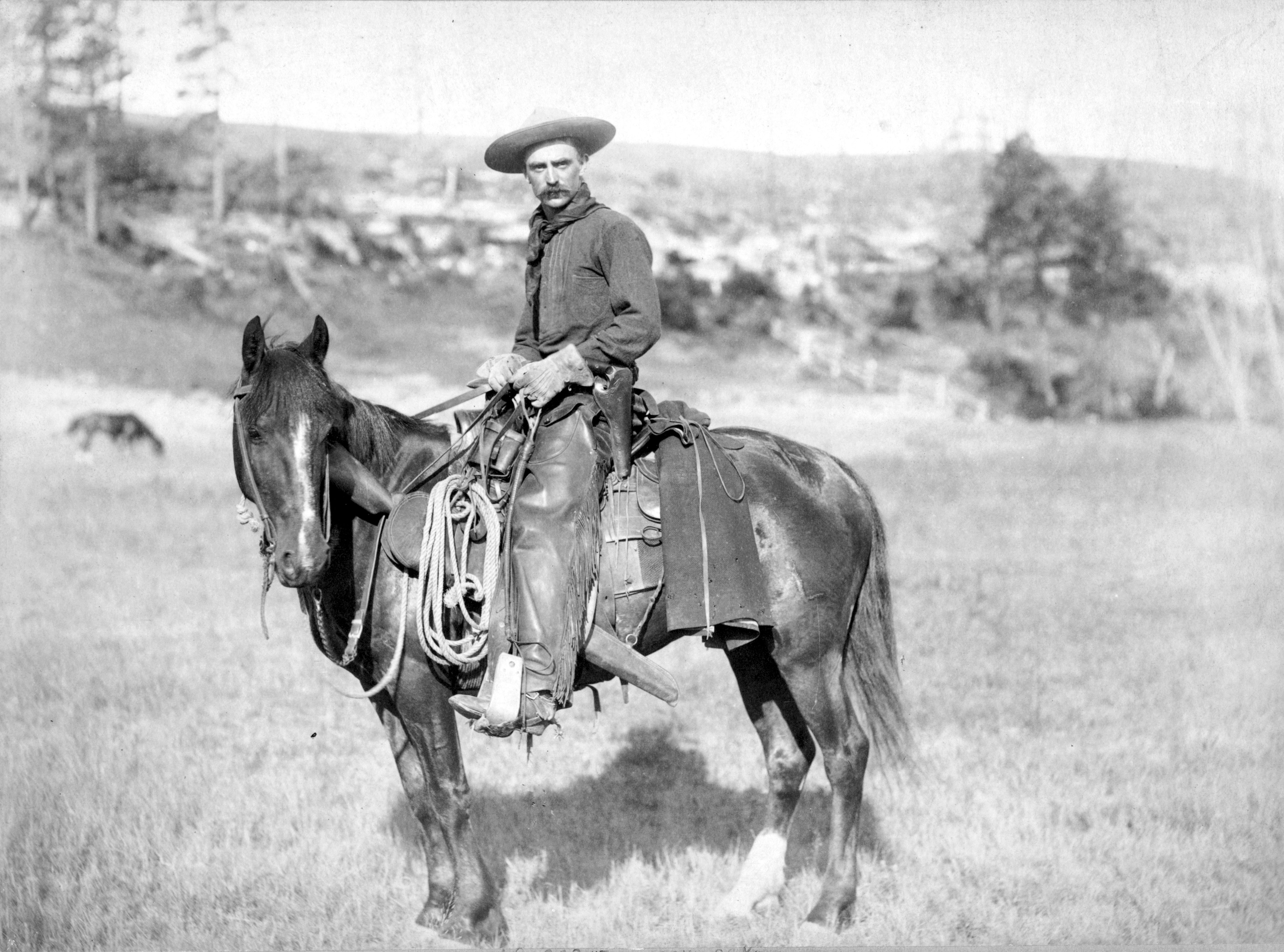
Cowboy mit Chaps (ca. 1887)

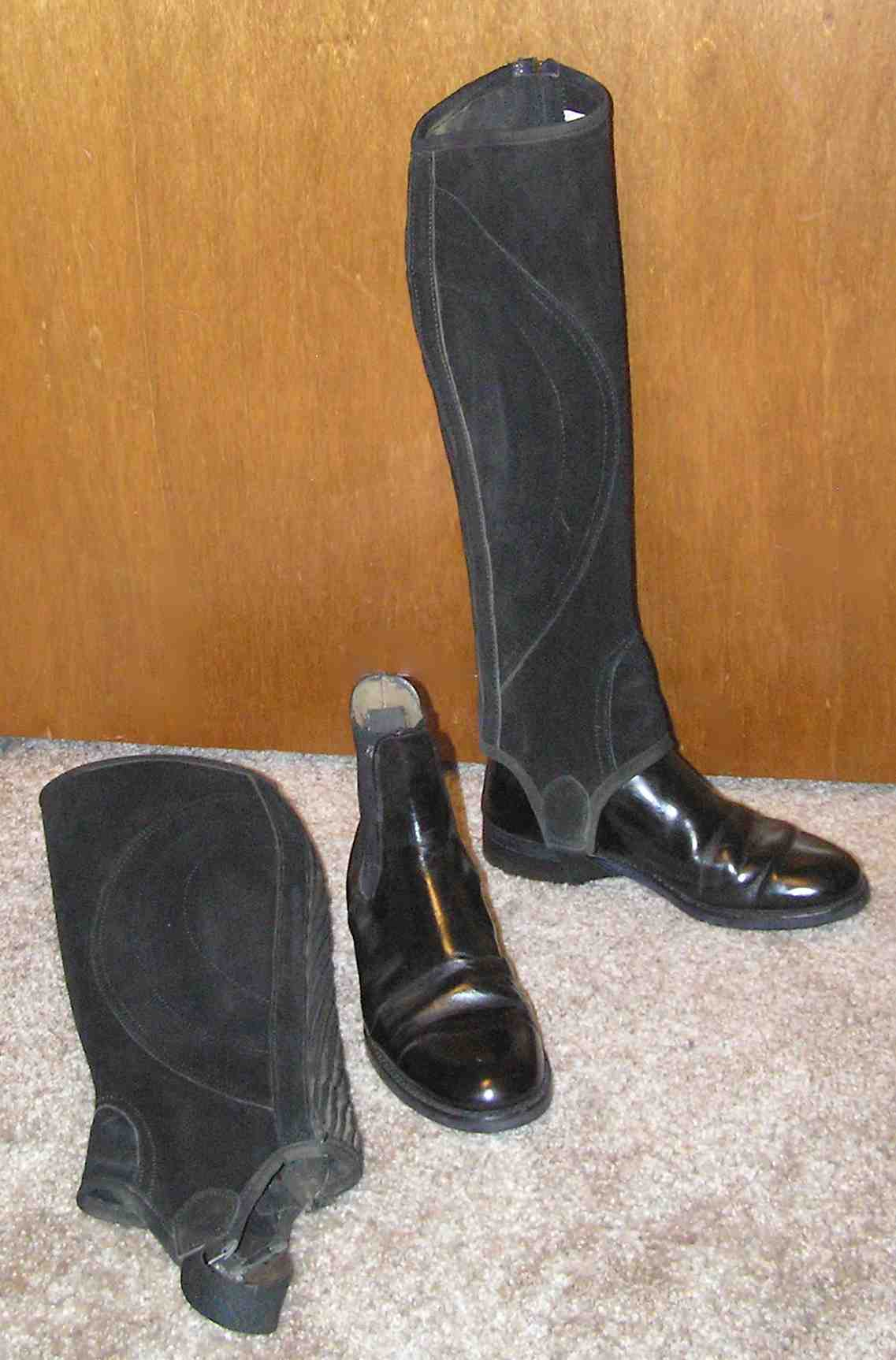
Mini-Chaps mit Jodhpurstiefeletten

Chaps (von spanisch chaparajos) sind lederne Beinkleider ohne Gesäßbesatz, die von Cowboys beim Reiten getragen werden. Die Chaps sollen die Beine und auch die Hosen schützen, z. B. vor Dornengestrüpp, vor den Hörnern der Rinder, bei der Arbeit mit dem Lasso oder bei Hufarbeiten vor Verletzungen mit dem Hufmesser. Chaps werden als wasserfester Arbeitsschutz in spezialisierten Formen auch von anderen Berufsleuten als Arbeitsschutz getragen (z. B. Hufschmiede, Estrichleger, Garten- und Landschaftsbauer und Waldarbeiter).
Es gibt weitere Formen von Chaps: Die engen Shotguns, die heute vor allem im Norden getragen werden, die weit geschnittenen offenen Batwings, die vor allem im heißen Texas verbreitet sind, und vor allem in Kalifornien die nur bis knapp unters Knie reichenden Chinks. Im Norden werden im Winter Woolies getragen, das sind Chaps aus Ziegenhaar, die darüber hinaus meist gefüttert sind. Diese haben jedoch den Nachteil, dass sie sich bei Regen mit Wasser vollsaugen und dadurch sehr schwer werden. Außerdem sondern sie bei Feuchtigkeit einen üblen Geruch ab. In Spanien tragen die Vaqueros Zahones.

## Geschichte
Ähnliche Kleidungsstücke aus Leder waren bereits bei einigen Stämmen der amerikanischen Ureinwohner in Gebrauch. Sie wurden von weißen Trappern und Jägern übernommen („Lederstrumpf“). Man fertigt sie heute als eine Art von Beinlingen aus Leder bzw. eine Art Lederhose ohne Schritt, deren Bund vorn gegürtet und/oder hinten geschnürt wird. Sie bedecken nur die Beine und manchmal lediglich deren Vorder- bzw. Rückseite, da man sie als Schutz über der eigentlichen Hose tragen kann.
Bei den Englischreitern verbreitet sind sogenannte Minichaps, eine Art Gamaschen, die häufig in Kombination mit z. B. Jodhpurstiefeletten oder auch anderen Schuhen als Ersatz für Reitstiefel getragen werden.
Chaps sind auch in der Rocker-Szene und in der Subkultur der schwulen Lederszene beliebt.

## Moderner Arbeitsschutz

### Spritzschutz
Für Arbeiten mit der Motorsense werden Spritzschutz-Chaps von Kommunen, Gärtnern und Waldarbeitern getragen, um fliegende Steine, Scherben und nasses Gras von den Beinen fernzuhalten. Sie sind immer aus absolut wasserfestem Material (meist Kunstleder) und werden deshalb auch für Arbeiten mit dem Hochdruckreiniger verwendet. 
Die Chaps für Jäger sind meist dornenfest und höher geschnitten, sie sind mit oder ohne Verschlüsse und schützen vor Nässe und Dornengestrüpp.

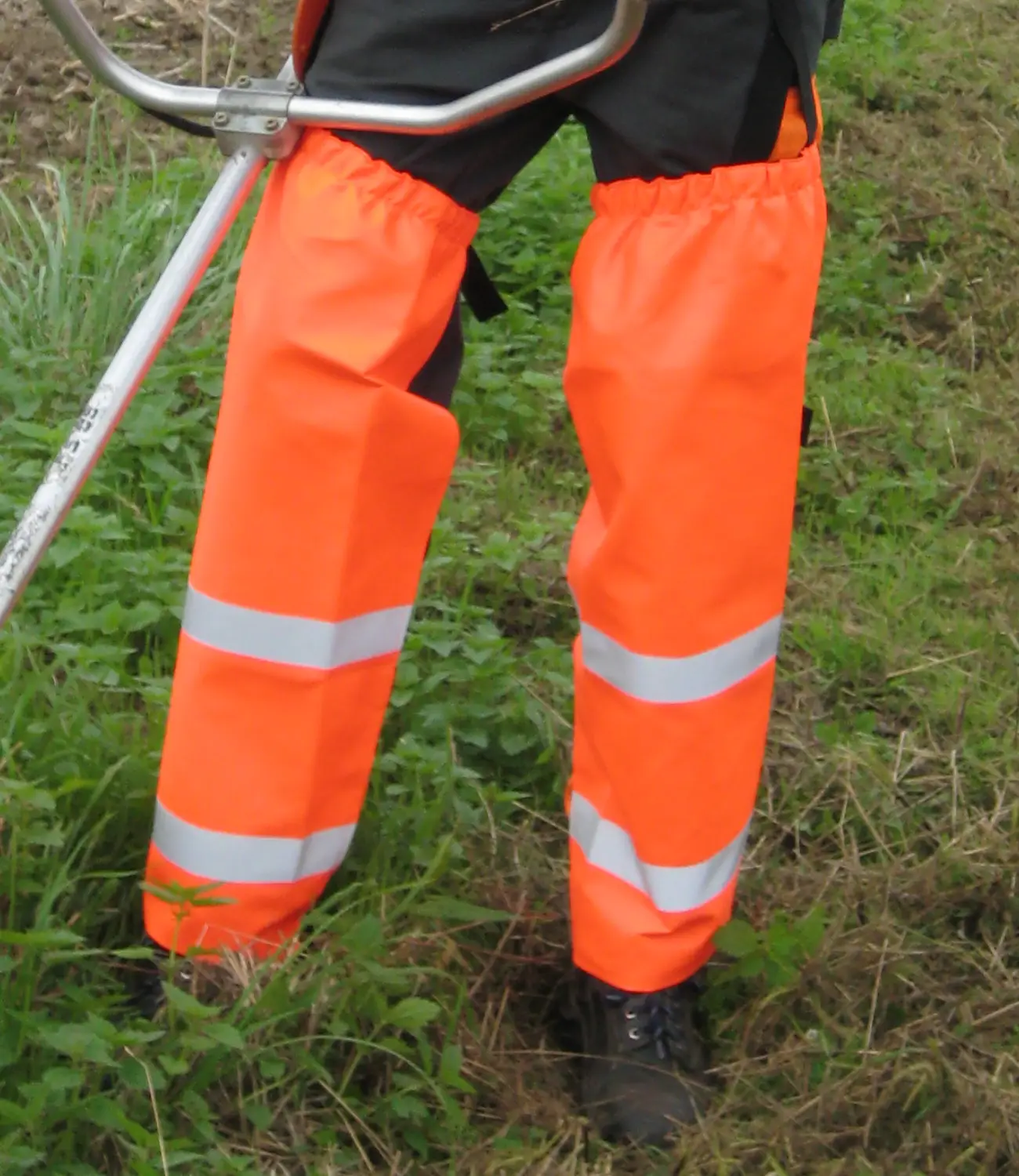

### Kniende Arbeiten
Diese Chaps sind innen mit Kniepolstern ausgestattet und haben außen ein sehr robustes Material, welches Steine, Säuren und Laugen abhält. Sie sind meist aus absolut wasserfestem Material gearbeitet und haben eine Einheitsgröße.
Die Chaps liegen locker um das Bein, werden mittels Gummis und Klammern am Gürtel oder Hosenbund befestigt und reichen von zwei Handbreit über dem Knie bis zum Saum. Die Verschlüsse liegen seitlich hinten und sind unterschiedlich auf die einzelnen Branchen abgestimmt. Chaps sind eine Alternative zu Knieschonern, da sie nicht einschnüren und das ganze Bein vor Nässe und Schmutz schützen. Sie werden von Estrichlegern, Fliesenlegern, Gärtnern und Pflasterern und Hufschmieden getragen. Diese speziellen Arbeitsschutz-Chaps müssen immer über die Knieschutz-Zertifizierung DIN EN 14404 zertifiziert sein.

### Schnittschutz
Die Chaps werden für Sägearbeiten als Alternative zu Schnittschutzhosen verwendet. Sie eignen sich bestens für den kurzen Einsatz im Garten- und Landschaftsbau, in der Landwirtschaft, für Privatpersonen und den Forstarbeiter. Wie bei Schnittschutzhosen verhindern diese Chaps, dass die Säge bei einem Unfall das Bein verwundet. Diese Chaps müssen immer über die Schnittschutz DIN EN 381-5 zertifiziert sein.